# 横井朋幸
横井 朋幸（よこい ともゆき、1979年5月7日 - ）は、日本の実業家。カンボジアでの起業を経て、不動産業を中心に事業を展開している。

## 人物・経歴

### 学生時代まで
横井朋幸は、鹿児島出身。大学在学中に起業を志し、経営について学びながら、ビジネスの世界に関心を持つようになる。

### 日本での企業
北海道大学経済学部在学中に、マーケティング会社を起業する。大学在学中の起業家として注目を集め、ビジネスの実践を通じて経営のノウハウを蓄積した。
2009年、上京し、社会保険料の最適化ビジネスを始め、１１年にこの事業を売却。

### カンボジアでの企業
2012年、カンボジアに渡り、現地でのビジネス展開を開始。カンボジアの経済成長に着目し、不動産開発や飲食業など多岐にわたる事業を展開。日本とカンボジアをつなぐビジネスの架け橋となることを目指した。
2014年には、自身の経験をもとに『世界は僕らの挑戦を待っている』を出版し、海外での起業に関心を持つ若者たちに向けたメッセージを発信した。

### 現在の事業
日本に帰国後、不動産業に参入し、「不動産の窓口」を設立。不動産業界の透明性向上と、顧客に寄り添ったサービスの提供を目指し、事業を拡大している。

## 著書
- 『世界は僕らの挑戦を待っている』（2014年、KADOKAWA/角川学芸出版）ISBN 9784046539601